# Expansion des Universums

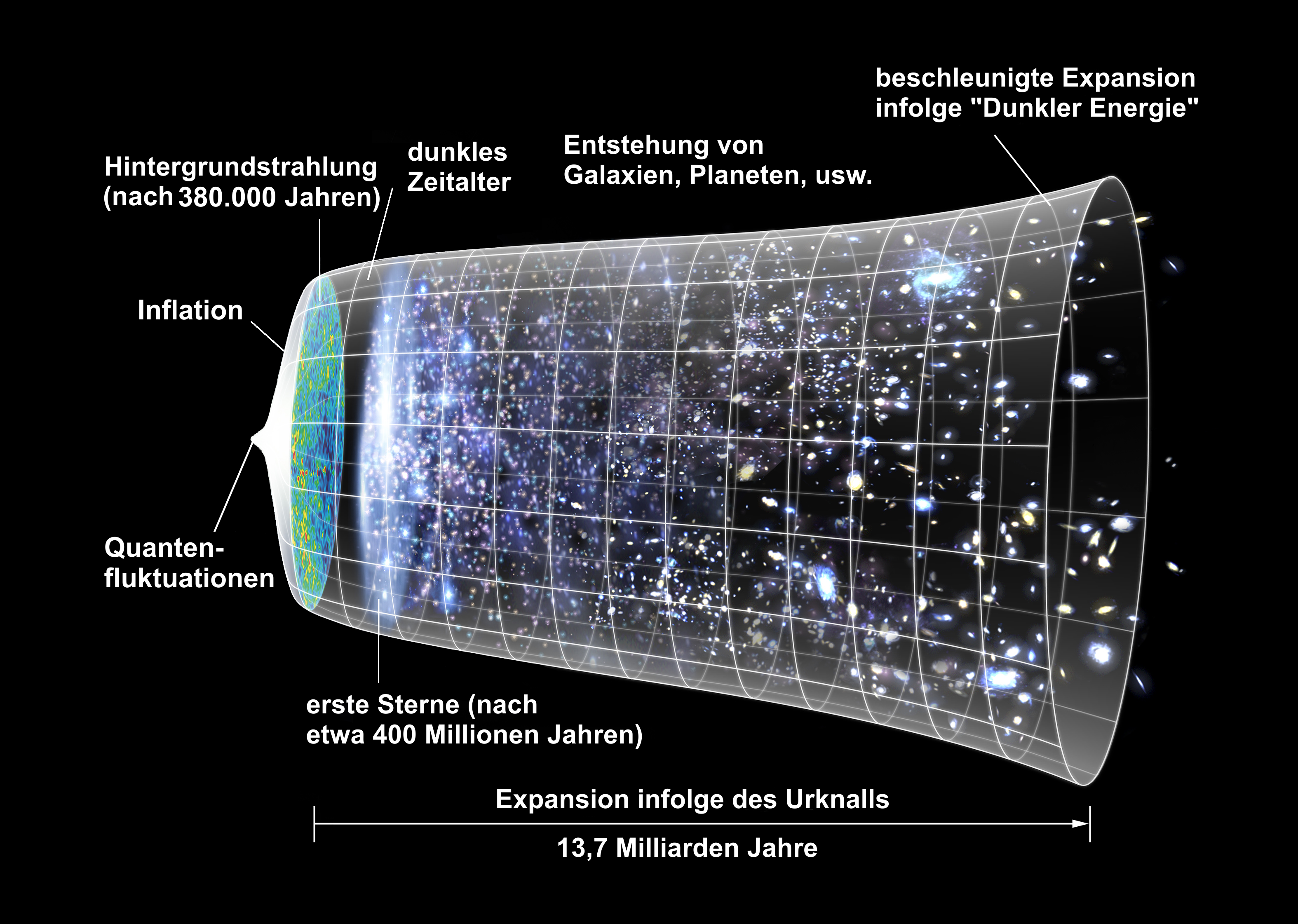
Entwicklungsstadien des Universums (nur zur Illustration, nicht maßstäblich)

Als Expansion des Universums wird die von Beobachtungen abgeleitete Zunahme der räumlichen Ausdehnung des Universums bezeichnet. Diese wird über die stetige Zunahme der Entfernung weit voneinander entfernter Objekte im Raum definiert. Dabei ist die absolute Expansionsgeschwindigkeit v = D·H gemäß dem Hubble-Parameter H in einem bestimmten Abstand D nach dem Hubble-Gesetz von der relativen Expansion in mitbewegten Entfernungen zu unterscheiden, das ist die Geschwindigkeit der Änderung des Skalenfaktors ȧ = H·a. Meist wird nur von dieser skalierten Expansion gesprochen.
In Übereinstimmung mit der Urknall-Theorie hat sich die Expansion des Universums nach der anfänglichen Inflation in den ersten Milliarden Jahren seiner Existenz verlangsamt. Seitdem nimmt die relative Ausdehnungsgeschwindigkeit zu. Die Erklärung dieser beobachteten beschleunigten Expansion ist Gegenstand aktueller Forschung und hat zum Konzept der Dunklen Energie geführt. Die absolute Expansionsgeschwindigkeit wird hingegen weiterhin durch die Gravitation abgebremst und sich nach dem Konzept der Dunklen Energie asymptotisch einem konstanten Endwert nähern.
{\displaystyle H\rightarrow c{\sqrt {\Lambda /3}}}

## Entdeckungsgeschichte
Albert Einstein und Willem de Sitter beschrieben 1917 zum ersten Mal das Universum mit dem Formalismus der allgemeinen Relativitätstheorie. Allerdings beschrieben sie ein statisches, immer gleichbleibendes Universum. Die Beschreibung von de Sitter erwies sich später als falsch. Alexander Friedmann gab 1922 die erste relativistische Beschreibung eines expandierenden oder auch kontrahierenden Universums (Friedmann-Gleichungen) an. Diese Publikation wurde allerdings kaum zur Kenntnis genommen.
Der amerikanische Astronom Vesto Slipher fand 1912 als Erster die Rotverschiebung der Spektrallinien des Lichts weit entfernter Galaxien. Edwin Hubble publizierte 1925 die Distanz zu M 31, dem Nebel in Andromeda, die ganz eindeutig zeigte, dass M 31 weit außerhalb der Milchstraße liegt, 1926 publizierte er Distanzen zu weiteren Galaxien.
Die Expansion des Universums wurde 1927 vom Belgier Georges Lemaître entdeckt. Er entdeckte, was vor ihm schon Friedmann gefunden hatte, dass die Grundgleichungen der Relativitätstheorie ein dynamisches Universum ergeben. Aus der beobachteten Galaxienflucht schloss er, dass das Universum expandiert. Er verband Sliphers Rotverschiebungen von Galaxien mit Hubbles Distanzen. In seiner Publikation in den Annales de la Société Scientifique de Bruxelles im Jahr 1927 gab Lemaître auch bereits die später als Hubble-Gesetz bekannt gewordene Beziehung {\displaystyle v=H\cdot r} an, mit einem Wert für die sogenannte Hubble-Konstante {\displaystyle H_{0}}, der im Jahr 1929 durch die Arbeiten von Hubble weitgehend bestätigt wurde. IAU-Mitglieder haben sich im Oktober 2018 mehrheitlich dafür ausgesprochen, das Gesetz zukünftig Hubble-Lemaître-Gesetz zu nennen.
Lemaître betonte, dass die „Flucht“ der Galaxien (im Kontext der Shapley-Curtis-Debatte auch mit dem heute nicht mehr verwendeten Begriff „Nebelflucht“ bezeichnet) nicht als Bewegung in einem fixen Raum zu verstehen sei, sondern, im Sinn der allgemeinen Relativitätstheorie, als Expansion des Raumes selbst.
Hubble selbst fand die Beziehung {\displaystyle v=H\cdot r}, also die Beziehung zwischen den Distanzen der Galaxien und den als Geschwindigkeiten gedeuteten Rotverschiebungen {\displaystyle v} (Dopplereffekt), im Jahr 1929. Das deutete er allerdings nicht als Expansion des Universums, sondern im Sinn von de Sitters 1917 vorgeschlagenem Modell eines statischen Universums. Hubble hat das Modell des expandierenden Universums nie vertreten und – nach seinen Publikationen zu schließen – vermutlich auch nie daran geglaubt.
Hatte Einstein noch in seinen Theorien ein statisches Universum postuliert, revidierte er angesichts dieser damals neuen Theorie des expandierenden Raumes seine Auffassung. So hatte Einstein eine kosmologische Konstante in die Feldgleichungen eingeführt, um statische Lösungen des Universums zu erhalten. Diese Lösungen der Struktur des Universums waren jedoch instabil. Einstein bezeichnete die Idee einer kosmologischen Konstanten später laut George Gamow als die „größte Eselei meines Lebens“.

## Forschungsstand

Mögliche Entwicklungen der Größe des Universums in Vergangenheit und Zukunft für eine gegebene aktuelle Expansionsrate H_{0} werden durch die Friedmann-Gleichung beschrieben. Der zutreffende Fall ist das ΛCDM-Modell (magenta).

Laut der heute gängigsten Theorie ist die kosmologische Rotverschiebung kein Dopplereffekt im eigentlichen Sinne, sondern beruht auf der allgemeinen zeitlichen Zunahme von Abständen im Universum. Dies führt zu der Annahme des Urknalls, da die Abstände zwischen den Galaxien in diesem Modell zu einem endlichen Zeitpunkt in der Vergangenheit verschwinden und daher ein Zustand unendlich hoher Dichte vorliegt.
Lange Zeit war unklar, ob die Expansion
- unendlich fortdauern wird (offenes Universum);
- immer langsamer wird, aber dennoch einen asymptotischen Grenzzustand erreichen wird (ebenes Universum);
- irgendwann zum Stillstand kommt und wieder in eine Kontraktion übergeht (geschlossenes Universum).

1998 veröffentlichte Beobachtungen weit entfernter Supernovae vom Typ Ia im Rahmen des Supernova Cosmology Project und High-Z Supernova Search Team, für deren Auswertung die Astronomen Saul Perlmutter, Brian P. Schmidt und Adam Riess den Nobelpreis für Physik des Jahres 2011 zugesprochen bekamen, zeigen, dass die relative Expansion des Universums heute beschleunigt abläuft. Diese Ergebnisse stimmen überein mit Untersuchungen der kosmischen Hintergrundstrahlung, beispielsweise mittels des WMAP-Satelliten. Als Ursache wird Dunkle Energie angenommen, eine Verallgemeinerung der kosmologischen Konstante. Dunkle Energie konnte bislang nicht direkt nachgewiesen werden; ihre einzigen derzeit beobachtbaren Auswirkungen beziehen sich auf die Expansion des Universums sowie die geringe Krümmung des Universums.
Die Beschleunigung der Expansion wird mit dem Lambda-CDM-Modell beschrieben. 
Eine andere Hypothese zur Entstehung der Rotverschiebung ist die der abstandsabhängigen Photonen-Alterung. Sie kam mit der Quantentheorie auf und lehnte sich an das Teilchenbild des Lichts an, gilt heute jedoch als widerlegt.
Aus einigen Beobachtungen, die im Rahmen der normalen Friedmann-Lemaître-Robertson-Walker-Metrik nicht verstanden werden können, schließt man auf eine Phase exponentieller Expansion in der Frühzeit des Universums. Diese Expansionstheorien werden Inflationstheorien genannt.
Es werden auch Erklärungsversuche im Rahmen der allgemeinen Relativitätstheorie untersucht. In Theorien mit massiver Gravitation ist die Stärke der Gravitation auf großen Skalen reduziert, sodass eine Erklärung der beschleunigten Expansion ohne Dunkle Energie denkbar ist.